# Vargkrigardiplomati

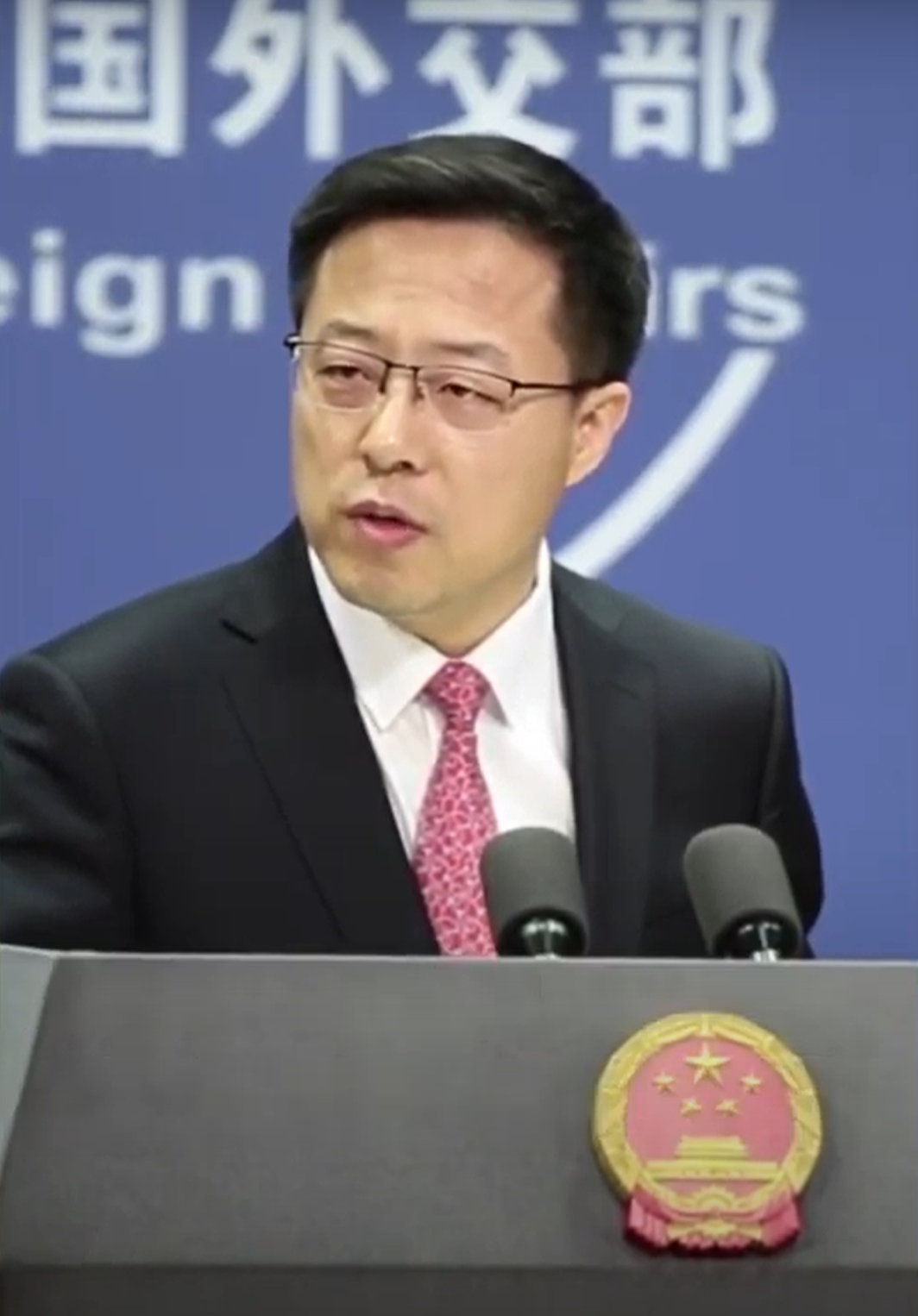
Det kinesiska utrikesministeriets talesman Zhao Lijian får ofta representera Kinas Vargkrigardiplomati.

Vargkrigardiplomati (kinesiska: 战狼外交?, pinyin: Zhànláng wàijiāo) är en populär benämning på den mer aggressiva utrikespolitik som utvecklats under Xi Jinpings ledarskap i Kina. Uttrycket har myntats efter den kinesiska actionfilmen Wolf Warrior 2. I Sverige blev begreppet känt i samband med Gui Congyous ämbetsperiod som Kinas ambassadör i Sverige.
Vargkrigardiplomatin brukar kontrasteras till Deng Xiaopings utrikespolitik som betonade en mer samarbetsvillig retorik, ofta sammanfattad med ordspråket ”ligg lågt och bida din tid” (kinesiska: 韬光养晦?, pinyin: tāoguāng yǎnghuì).